# Adolf Hrubý
Adolf Hrubý (21. května 1893 Mláka – 9. června 1951 Praha) byl poslanec a kolaborující ministr protektorátní vlády.

## Životopis
Narodil se 21. května 1893 v Mláce u Třeboně jako syn malorolníka a hostinského Matěje Hrubého a jeho ženy Marie rodem Sokolíkové. Po vychození měšťanské a obchodní školy se jako voják rakousko-uherské armády během první světové války dostal do ruského zajetí. Po říjnové revoluci vstoupil do řad Rudé armády. Byl vyslán jako komunistický emisar do Československa. Po válce se vrátil na rodinný statek a převzal po zemřelém bratrovi hospodářství a hostinec. Začal se angažovat v hospodářském životě jihočeského kraje a komunistické ideály zavrhl. Vstoupil do agrární strany. Ve spolupráci s Antonínem Švehlou prosazoval nové hospodářské myšlenky a věnoval se zájmům malozemědělského lidu, a to nejen organizačně, ale i novinářsky i jako vynikající řečník (přispíval do stranických novin Venkov). V této činnosti pokračoval i jako starosta obce, člen okresního výboru v Třeboni, člen okresního organizace republikánské strany (r. 1927 pokladníkem) i jako delegát Zemědělské rady za okres Lomnice n. Luž. jako činovník „Domoviny, obec Mláka“ (r. 1927). V agrární straně podporoval pravicové křídlo Rudolfa Berana. Ve 30. letech byl členem výkonného výboru agrární strany.

### Poslanec a ministr
V roce 1935 byl zvolen poslancem za Agrární stranu. Po zániku samostatného Československa byl v roce 1939 jmenován prezidentem Emilem Háchou vedoucím Národního souručenství, jediné povolené politické strany v protektorátu. V říjnu 1939 byl z funkce odvolán.
Dne 3. listopadu 1938 byl jmenován předsedou „Zemědělské rady v Čechách“ a v roce 1939 předsedou protektorátní „České zemědělské rady“. Post předsedy vykonával až do roku 1942, kdy byla Česká zemědělská rada začleněna do nově zřízeného protektorátního „Svazu zemědělství a lesnictví pro Čechy a Moravu“.
Ve čtvrtek 3. listopadu 1938 nastoupil v zemědělské radě v Praze ministrem zemědělství nově jmenovaný předseda správního výboru poslanec Adolf Hrubý. Byl uvítán jednak dosavadním úřadujícím místopředsedou Antonínem Slavíkem, jednak zástupcem úřednictva, sekčním šéfem dr. Musilem. Nově jmenovaný předseda Adolf Hrubý, který již dlouhá léta pracuje v českém odboru zemědělské rady jako člen výboru, poděkoval...
Venkov, 04.11.1938, s. 5
Adolf Hrubý byl v roce 1942 jmenován ministrem zemědělství a lesnictví a po zřízení protektorátního „Svazu zemědělství a lesnictví pro Čechy a Moravu“ byl pověřen taktéž jeho předsednictvím. Obě funkce, protektorátního ministra zemědělství a lesnictví i předsedu „Svazu zemědělství a lesnictví pro Čechy a Moravu“, zastával až do roku 1945. Vystupoval jako obhájce českých zemědělců, nicméně jako loajální funkcionář vůči nacistickým okupantům obdržel protektorátní vyznamenání – Svatováclavskou orlici I. stupně se zlatým věncem. Byl veden jako možný nástupce dr. Háchy ve funkci protektorátního prezidenta.
Nástup ke 4. válečné bitvě o zrno a chléb, o výživu národa, zahájil svým projevem ministr zemědělství a lesnictví, předseda Svazu zemědělství a lesnictví Adolf Hrubý. Úvodem ministr poděkoval přítomným zástupcům zemědělců za práci, kterou pro výživu lidu vykonali a která byla z rozhodujících míst také oceněna. Potom pokračoval: Na rozdíl od poslední války vidíme, že čeští sedláci v naprosté většině pochopili smysl národní pospolitostí a nesnaží se vydělávat! na válce.
Venkov, 09.02.1943, s. 3

### Uvěznění a smrt
Po osvobození Československa byl zatčen. Dne 31. července 1946 Národní soud po tříměsíčním, často dramatickém jednání vynesl rozsudky nad některými členy protektorátní vlády, mimo jiné i nad Adolfem Hrubým. Prokurátor František Tržický pro něj požadoval trest smrti, nicméně soud ho odsoudil na doživotí za „...podporu nacistického hnutí a obhajování nepřátelské vlády na území republiky“. Vláda se k rozsudkům vyjádřila 6. srpna 1946, netajila se zklamáním nad nízkými tresty, respektovala však nezávislost Národního soudu a právoplatnost jeho výroku. Na tom se shodl i nekomunistický tisk. KSČ se několik týdnů domáhala revize rozsudku a požadovala tvrdší tresty. Zbytek života strávil ve vězení, zemřel v pražské pankrácké věznici.